# Oldřich Nouza
Oldřich Nouza (25. května 1903 Doudleby – 29. května 1974 Praha) byl básník, fotograf, pedagog, překladatel z ukrajinštiny, grafik, malíř a nakladatelský redaktor.

## Život
Oldřich Nouza pocházel z rodiny učitele. Vystudoval Státní koedukační učitelský ústav v Českých Budějovicích a poté působil jako učitel na obecných a měšťanských školách v Dunajovicích u Třeboně (1922), Lišově (1922–1925), Purkarci (1925), Rašpachu (1925–1927), Blansku u Kaplice (1927–1931), Plané (1931–1940) a v Českých Budějovicích (1940–1948). Od 1945 vykonával zároveň různé funkce na odboru školství a kultury v Českých Budějovicích (mj. spoluzakládal Jihočeskou pravdu a pracoval v její redakci). V letech 1948–1949 byl zaměstnán na oblastní úřadovně Ministerstva informací a poté byl lektorem tvůrčí skupiny Čs státního filmu. Roku 1950 se přestěhoval do Prahy a do roku 1953 byl kulturním referentem na ředitelství Státních lázní. Absolvoval jednoroční stipendium Svazu československých spisovatelů a od roku 1954 a až do odchodu do důchodu (1963) byl redaktorem Mladé fronty.
Spolu s Josefem Bartuškou byl zakladatelem pětičlenného uměleckého sdružení Kontakt, které se od roku 1928 scházelo v kavárně Savoy v Českých Budějovicích. Na něj navázalo roku 1930 avantgardní umělecké sdružení Linie, které vydávalo stejnojmenný časopis. Oldřich Nouza byl také od roku 1929 členem Levé fronty, která nahradila Svaz moderní kultury Devětsil. Sdružení Linie zaniklo roku 1939 a po válce už nebylo obnoveno.
V časopisu Linie recenzoval knižní novinky a divadelní hry. Nouza publikoval básně, teoretické texty a grafiky kromě Linie také v ReDu, Trnu, Trampu, Indexu, Národním osvobození, Jihu (České Budějovice), Lidových novinách, Haló novinách, Programu D 34–39, U Bloku, Lidové kultuře, Době, Literárních novinách, Rudém právu, Kulturní tvorbě, Jihočeské pravdě, Kalendáři Jihočeské pravdy (České Budějovice), Literárním měsíčníku aj. Užíval pseudonymu Jan Houda a šifer on a O. N. Jako redaktor redigoval publikace v nakladatelství Mladá fronta.

## Dílo
Nouza byl členem redakční rady časopisu Linie a spolu s Bartuškou autorem manifestu Poesie imaginerního prostoru (1931), inspirovaného futuristickými pojmy. Jejich koncepce přispěla k vytvoření specifického pojetí malířské abstrakce. Nouza s Bartuškou také vydali autorskou knihu Infinitivy: výkřiky–vůně–šelesty–resonance (1929) a netradiční vertikální leporelo Kornout (neperiodický leták č. 1, 1931). Nejplodnějším obdobím Nouzovy výtvarné práce byl přelom dvacátých a třicátých let. V té době kreslil a maloval obrazy, ve kterých kombinuje geometrickou abstrakci s intuitivně vedenými křivkami. Jeho malířská tvorba byla úzce spojena s poezií a názvy děl evokují další smyslové vjemy (Noční motýl, 1929, Povětrná těla, 1930).
Jeho grafickou tvorbu ovlivnilo německé sdružení Die Gruppe progressiver Künstler a jeho český člen Augustin Tschinkel. Spolu s Josefem Bartuškou vydal album linorytů se sociálními tématy (Grafika, 1934). Zabýval se i typografií a v letech 1932–1933 navrhl několik filmových plakátů. Nouza také přispíval karikaturami do časopisů Trn a Tramp.
V dalších fázích tvorby od první poloviny 30. let se jeho malby vyznačují velkou stylovou rozmanitostí – od analytického (Ateliér, 1935) a syntetického kubismu (Zátiší s nůší a pytlem, 1935) přes metafyzickou malbu (Ofélie, kolem 1934), civilismus a novou věcnost (Milena, 1932), picassovský neoklasicismus (Mateřství, 1933) až po surrealismus a dadaismus (Kompozice se sloupem, 1933, Procházka krajinou, 1934). Jeho potřeba osvojit si různé výrazové a formální postupy pramenila z potřeby výtvarného sebevzdělání a měla téměř programovou povahu.
Stejně jako další členové sdružení Linie se Nouza věnoval ve 30. letech také experimentální fotografii a účastnil se výstav Fotolinie. Zabýval se zejména dvojexpozicemi, fotografováním reflexních odrazů ve skle apod.
Psal zejména lyrickou poezii a později také literaturu pro děti. Od hravých básnických začátků, inspirovaných Halasem, se jeho pozdější lyrika inspirovaná ženou a jihočeskou krajinou vyznačuje smyslovým okouzlením a harmonizačními sklony. Nouzovy stavebně uvolněné básně často vznikaly jako sled souřadně připojovaných, nespojitých obrazů.

### Poezie
- 1939 Rozmluva přes plot
- 1941 Z žebrácké brašny
- 1945 Hymna na náměstí / kantiléna jaru
- 1947 Srdce budoucího věku (bibliofilie)
- 1958 Cesta ze vsi
- 1960 Řeka
- 1964 Z kamene čas
- 1965 Až z jedné studny (výbor z dříve vydaných sbírek veršů)
- 1971 Okno do obor

### Knihy pro děti a mládež
- 1954 Na sluneční stráni
- 1956 Chlapec z hradčanských šancí